# Pythagorův strom

Pythagorův strom

Pythagorův strom je rovinný fraktál složený z čtverců. Objeven byl nizozemským matematikem jménem Albert E. Bosman v roce 1942. Je pojmenovaný po slavném matematikovi Pythagorovi, protože každá trojice dotýkajících se čtverců vymezuje pravoúhlý trojúhelník, který je úzce spjat s Pythagorovou větou.

## Konstrukce
Konstrukce Pythagorova stromu začíná čtvercem. Nad vrchní stranou čtverce se sestrojí dva menší čtverce, jejichž strana je v poměru k původnímu čtverci ½√2:1, jsou tedy menší. Menší čtverce jsou umístěny tak, že hrana původního čtverce a dvou nových vytyčují pravoúhlý trojúhelník, který má pravý úhel mezi dvěma nově vzniklými čtverci. Tento postup se opakuje na obou nově vzniklých čtvercích rekurzivně, do nekonečna. Na následujících obrázcích jsou první 3 iterace.

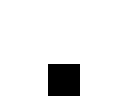
Výchozí čtverec
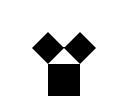
1. iterace
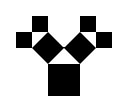
2. iterace
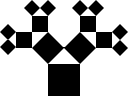
3. iterace

## Modifikace
První jednoduchou modifikací může být náhrada čtverců za úsečky. Druhá modifikace využívá toho, že pravoúhlý trojúhelník se dá nad úsečkou postavit mnoha způsoby. Vrchol s pravým úhlem může být kdekoli na Thaletově kružnici. Následující animace ukazuje, jak se změna úhlu promítne na vzhledu celého stromu. Pythagorův strom na animaci je v 10. iteraci.